# Cuphea teleandra
Cuphea teleandra är en fackelblomsväxtart som beskrevs av A. Lourteig. Cuphea teleandra ingår i släktet blossblommor, och familjen fackelblomsväxter. Inga underarter finns listade i Catalogue of Life.